# Kürassier-Regiment „Königin“ (Pommersches) Nr. 2

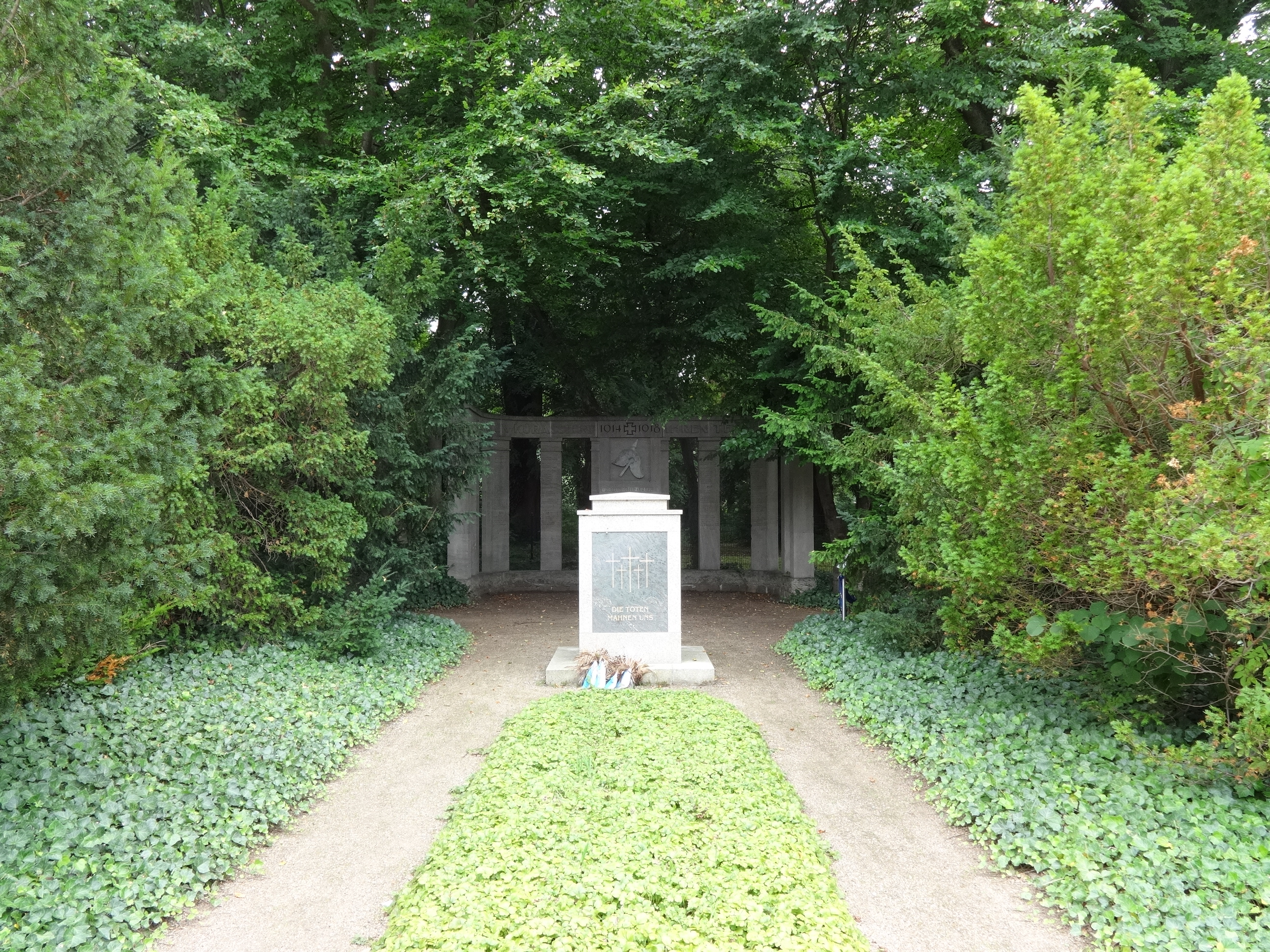
Kürassierdenkmal in Pasewalk

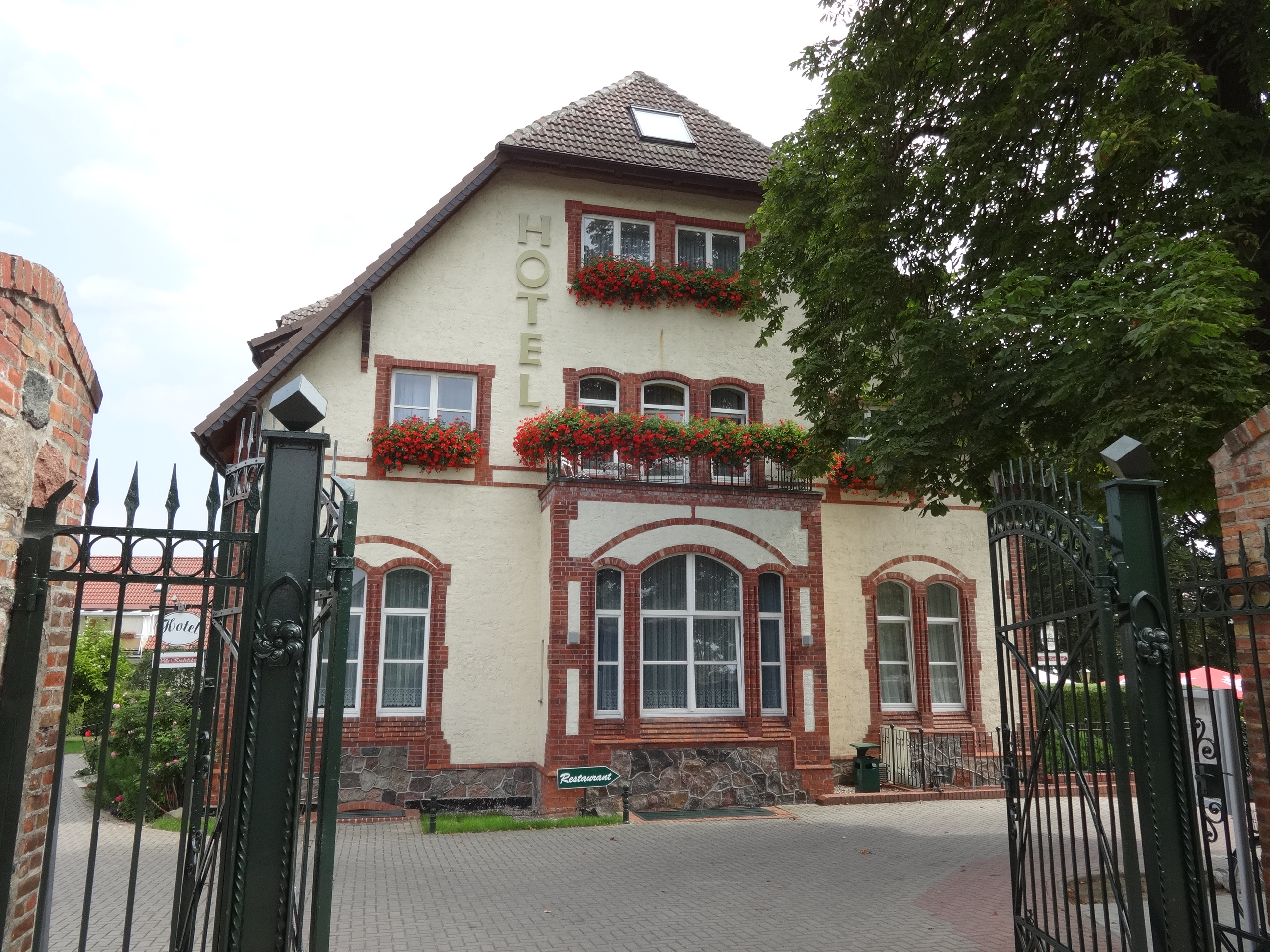
Kommandeurshaus in Pasewalk

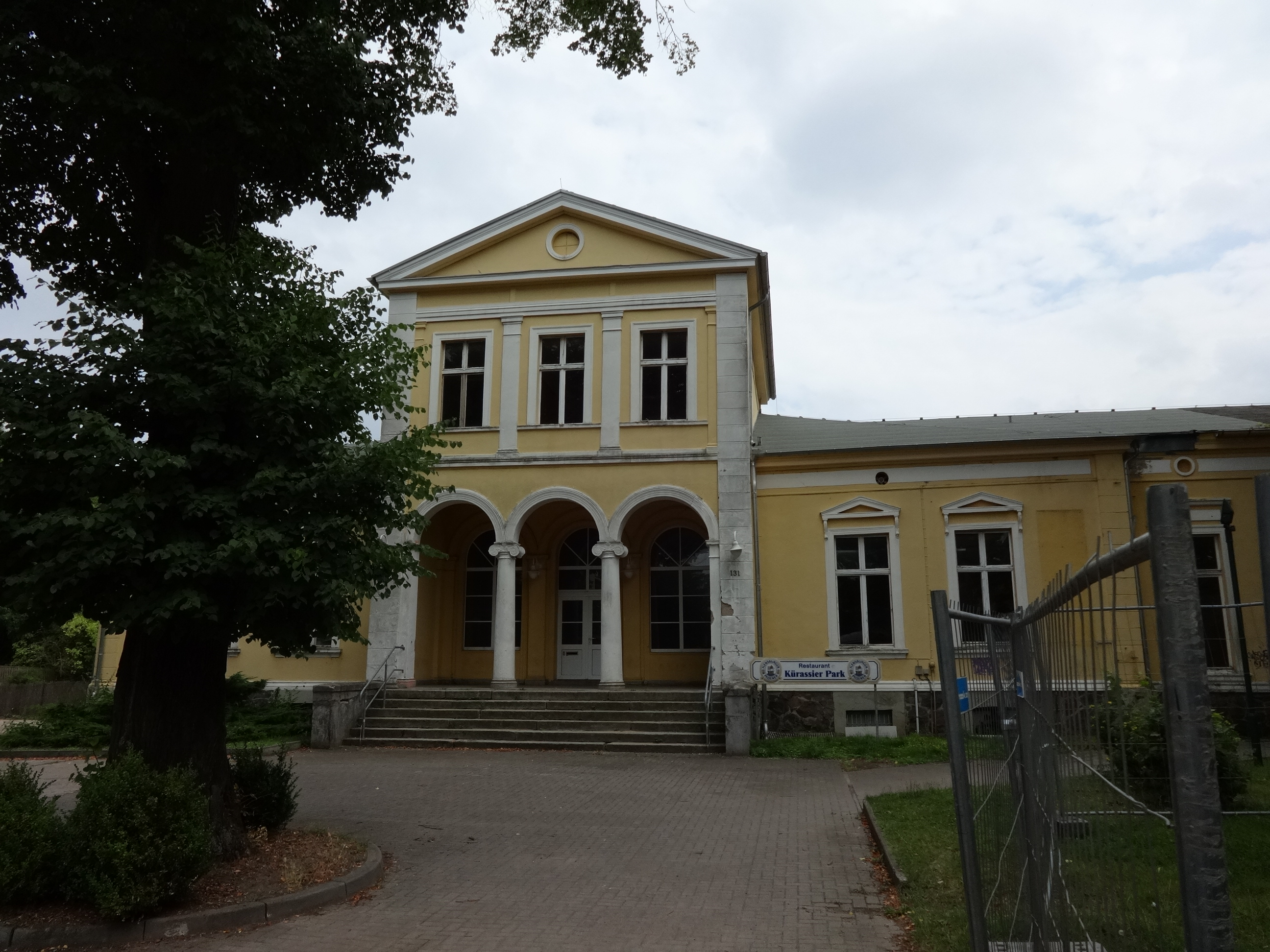
Ehemaliges Offizierskasino in Pasewalk

Das Kürassier-Regiment „Königin“ (Pommersches) Nr. 2 war ein Kavallerieverband der Preußischen Armee. Es wurde als Dragonerregiment errichtet und führte in der altpreußischen Armee zunächst nur den Namen des Regimentschefs (nachträgliche Nummerierung D V). Bekannt wurde es als „Bayreuth-Dragoner“. Das Regiment wurde im 19. Jahrhundert offiziell zur schweren Kavallerie gezählt, allerdings war diese Klassifizierung im Jahre 1914 bereits veraltet. Der Text zu dem bekannten Hohenfriedberger Marsch („Auf, Ansbach-Dragoner! Auf, Ansbach-Bayreuth! …“) besingt dieses Regiment.

## Allgemeine Geschichte
Mit Allerhöchster Kabinettsorder vom 2. April 1717 wurden fünfzehn Regimenter zu Pferde angewiesen, Mannschaften und Unteroffiziere zur Errichtung eines neuen Dragonerregiments abzustellen. Am 1. Juni 1717 wurde das neue Regiment in Halberstadt in Dienst gestellt. Erster Regimentschef wurde Oberst Achaz von der Schulenburg. Im 18. Jahrhundert wurden Regimenter, die auch wirtschaftlich mit der Führung verbunden waren, nach ihren Inhabern benannt. Da das Regiment in Folge Chefs aus dem Adelshaus Bayreuth hatte, wurde es fast durchgängig „Bayreuth-Dragoner“ genannt.
Tatsächlich geführt wurde das Regiment von den Kommandeuren, diese waren:
Kommandeure unter Friedrich von Brandenburg-Bayreuth
- Friedrich Wilhelm von Rochow
- 19. Mai 1742: Oberstleutnant Graf Adam Joachim von Podewils
- 15. September 1753: Generalmajor David Hans Christoph von Lüderitz
- 4. Oktober 1756: Generalmajor Christian Siegfried von Krosigk
- 5. Januar 1758: Generalmajor Hans Sigismund von Zieten
- 18. September 1758: Generalmajor Ehrentreich Friedrich von Aschersleben
- 1760: Generalmajor Christoph Karl von Bülow
- 9. Februar 1763: Oberst Friedrich Wilhelm Lölhöffel von Löwensprung

Nach dem Tod des Markgrafen Friedrich übernahm Markgraf Friedrich Christian das Regiment.
- ab Mai 1771: Oberst Friedrich Wilhelm Lölhöffel von Löwensprung
- 16. Februar 1780: Oberst Maximilian von Mauschwitz
- 16. März 1782: Oberst Prinz Ludwig von Württemberg

1806 wurde Königin Luise von Preußen zur Regimentchefin. Das Regiment erhielt mit A.K.O. vom 5. März 1806 den Namen „Königin-Dragoner“. Nach dem Tode der Königin wurde mit A.K.O. vom 4. August 1810 bestimmt, dass das Regiment für immer den Namen „Regiment der Königin“ tragen sollte.
Es hieß daher bis zum 5. November 1816 „Regiment Königin-Dragoner“. Am 6. November 1816 wurde es umbenannt in „1. Dragoner Regiment (Königin)“, ab dem 28. Mai 1819 wurde es in ein Kürassier-Regiment umgegliedert und hieß „2. Kürassier Regiment Königin“ seinen bis zuletzt gültigen Namen erhielt es am 4. Juni 1860: „Kürassier Regiment Königin (Pommersches) Nr. 2“.

### Organisation August 1914
II. Armee-Korps in Stettin – Kommandierender General: General der Infanterie Alexander von Linsingen
3. Division in Stettin – Kommandeur: Generalleutnant von Trossel
3. Kavallerie-Brigade in Stettin – Kommandeur: Generalmajor von Unger
- Chef des Regiments: Kaiserin Auguste Victoria
- Kommandeur des Regiments: 1913–1914 und 1919–1920 (1914 Oberstleutnant) Generalmajor Hans von Knobelsdorff (1866–1947)
- Garnison: Pasewalk

## Garnison, Ersatz und soziale Verhältnisse

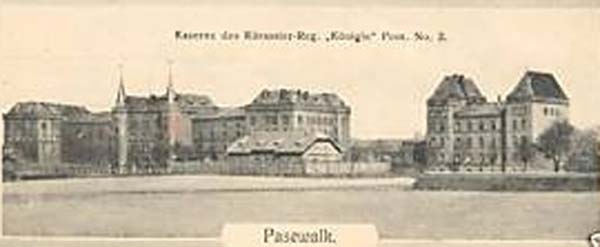
Kaserne des Regiments

Mit kurzen Unterbrechungen befand sich das Regiment von 1721 bis 1919 in Pasewalk (Vorpommern) in Garnison. Im 18. Jahrhundert auch in Gartz, Gollnow (bis 1763/71), Bahn (ab 1763/71), Treptow/Tollense, Uckermünde. Das unter Friedrich Wilhelm I. eingeführte Kantonsystem wies dem Regiment den „Enrollierungskanton“ Pommern zu. Ämter waren im 18. Jahrhundert: Wollin, Daber, Naugard, Teile von Greifenhagen, Saarzig und Randow, Städte waren Pasewalk, Gollnow, Gartz, Treptow, Daber, Fiddichow, Teile von Uckermünde und Wollin. Die Preußische Heeresreform beendete das Kantonssystem durch die Wehrpflicht. Trotz seines Erfolges bei der Schlacht bei Hohenfriedberg 1745 musste das Regiment wegen Alkoholexzessen vom König verwarnt werden. Auch wurden Raubstraftaten im Kanton kurz vor dem Siebenjährigen Krieg bekannt.

## Feldzüge und Gefechte
Das Regiment kämpfte unter Friedrich II. im Ersten und Zweiten Schlesischen Krieg, 1741 bei Glogau, Breslau und der Schlacht bei Mollwitz. 1744/45 bei Prag und am 4. Juni 1745 in der Schlacht bei Hohenfriedberg als das Dragoner Regiment 5, nach seinem damaligen Chef, dem Markgrafen von Bayreuth auch als Bayreuth-Dragoner bezeichnet, unter Befehl des General von Geßler 67 österreichische Fahnen, fünf Kanonen und 2500 Gefangene einbrachte. Im 3. Schlesischen, oder auch Siebenjährigen Krieg kämpfte das Regiment bei Lobositz (1756), Prag, Pirna und Leuthen (1757), Olmütz (1758), Friedland (1759) und Torgau (1760).
Im Ersten Koalitionskrieg gegen die französische Republik 1792 zog das Regiment nach Südwesten und kämpfte in Nordfrankreich, der Kurpfalz und in Baden. Bei der Schlacht bei Jena und Auerstedt gegen Kaiser Napoleon wurde es am 14. Oktober 1806 fast völlig aufgerieben. Wiederaufgefüllt kämpften die Königin-Dragoner in den Befreiungskriegen 1813/15 in den Schlachten von Ligny, La Belle Alliance, und bei Meaux.
Im Krieg gegen Dänemark 1864 wurde das Regiment mobilisiert und rückte aus, hatte aber nur geringe Feindberührung.
1866 im Deutschen Krieg gegen Österreich nahmen die Kürassiere in Böhmen unter anderem an der Schlacht bei Königgrätz und Preßburg teil.

### Deutsch-Französischer Krieg
Im Feldzug gegen Frankreich 1870/71 kämpfte das Regiment am 14. August bei Colombey – Nouilly, und am 18. August bei Gravelotte – St. Privat. Zwischen dem 1. September und dem 29. Oktober 1870 gehörten die Kürassiere zur Belagerungsarmee vor Metz und Thionville. Danach folgten noch Kämpfe bei Beaume la Rolande, Monnaie, Danzé und am 6. und 7. Januar 1871 bei St. Amand und Villechauvre-Villeprocher.

### Erster Weltkrieg
Der Einsatz im Ersten Weltkrieg erfolgte während der meisten Zeit im Verband mit dem 2. Pommerschen Ulanen Regiment Nr. 9 in der 3. Kavallerie-Brigade/6. Kavallerie-Division.
- 1914: Vormarsch durch Belgien mit anschließenden Kämpfen in Nordfrankreich
- 1915: Winterschlacht in Masuren, Kämpfe in Litauen und Kurland, Schlacht um Schaulen
- 1916: Stellungskämpfe in den Pripjetsümpfen, Feldzug gegen Rumänien mit Einnahme von Bukarest am 6. Dezember
- 1917: Patrouillendienst in Belgien und Beginn der Infanterieausbildung
- 1918: Abgabe der Pferde, Umwandlung in ein Kavallerie-Schützen-Regiment im Verband der 6. Kavallerie-Schützen-Division. Abwehrkämpfe in Flandern, vor Cambrai und der Hermannstellung.

### Verbleib
Nach dem Waffenstillstand von Compiègne (1918) erfolgte der Rückmarsch in die Heimat, wo das Regiment demobilisiert und schließlich aufgelöst wurde.
Die Tradition übernahm in der Reichswehr die 1. Eskadron des 6. (Preußisches) Reiter-Regiment in Pasewalk, später das Panzerbataillon 153 sowie die Panzergrenadierbataillone 411 und 412 (n. a.) der Bundeswehr. Das Panzergrenadierbataillon 411, das sich in der Tradition des Kürassierregimentes sieht, begeht den „Hohenfriedberg-Tag“ am Jahrestag der Hohenfriedberg-Schlacht, mit einer Sportfest-Veranstaltung. Die Kaserne, in der das PzGrenBtl 411 untergebracht ist, trägt zu Ehren des preußischen Regimentes den Namen „Kürassier-Kaserne“.

## Kommandeure
| Dienstgrad             | Name                                | Datum                                                          |
| ---------------------- | ----------------------------------- | -------------------------------------------------------------- |
| Oberst                 | Karl August von Schäffer            | 19. Juni 1807                                                  |
| Oberstleutnant         | Adolf Friedrich von Oppen           | 04. Oktober 1808                                               |
| Major                  | Otto von Brockhusen                 | 1811                                                           |
| Oberstleutnant         | Georg von Kameke                    | 1814                                                           |
| Oberstleutnant         | Adolph von Kurowski                 | 05. März 1821 bis 19. März 1833                                |
| Oberstleutnant         | Georg von Stülpnagel                | 30. März 1833                                                  |
| Oberstleutnant         | Wilhelm von Barby                   | 07. April 1842 bis 9. Januar 1843 (mit der Führung beauftragt) |
| Oberstleutnant/ Oberst | Wilhelm von Barby                   | 10. Januar 1843 bis 12. Mai 1848                               |
| Oberstleutnant         | Karl von Schwemmler                 | 1848                                                           |
| Oberstleutnant         | Wilhelm von Below                   | 1852                                                           |
| Major                  | Louis von Stößel                    | 1855                                                           |
| Major                  | Albert von Rheinbaben               | 1857                                                           |
| Oberst                 | Adalbert von Enckevort              | 1860                                                           |
| Major                  | Heinrich von Klützow                | 1861                                                           |
| Oberstleutnant         | August von Schävenbach              | 1861                                                           |
| Major                  | Emil von Pfuhl                      | 1867                                                           |
|                        | Alfred Meyern von Hohenberg         | 1873                                                           |
|                        | Ludwig von Ostau                    | 1876                                                           |
|                        | Otto Spies von Büllesheim           | 03. November 1881                                              |
| Major                  | Karl von Rabe                       | 13. März bis 18. September 1888 (mit der Führung beauftragt)   |
| Oberstleutnant/Oberst  | Karl von Rabe                       | 19. September 1888 bis 15. Juli 1891                           |
|                        | Oldwig von Natzmer                  | 16. Juli 1891                                                  |
| Major/Oberstleutnant   | Hermann von Vietinghoff gen. Scheel | 18. Oktober 1892                                               |
|                        | Limbrecht von Schlieffen            | 18. Oktober 1895                                               |
| Oberst                 | Otto von Schwerin                   | 15. Dezember 1900                                              |
|                        | Ernst von Heydebreck                | 22. April 1905                                                 |
|                        | Egidius von Syndow                  | 16. Juni 1910                                                  |
|                        | Johannes von Baath                  | 20. Juli 1912                                                  |
|                        | Hans von Knobelsdorff               | 4. August 1913                                                 |
|                        | Gustav von Gagern                   | 16. März 1918                                                  |
|                        | Hans von Knobelsdorff               | 21. Februar 1919                                               |

## Uniform, Ausrüstung

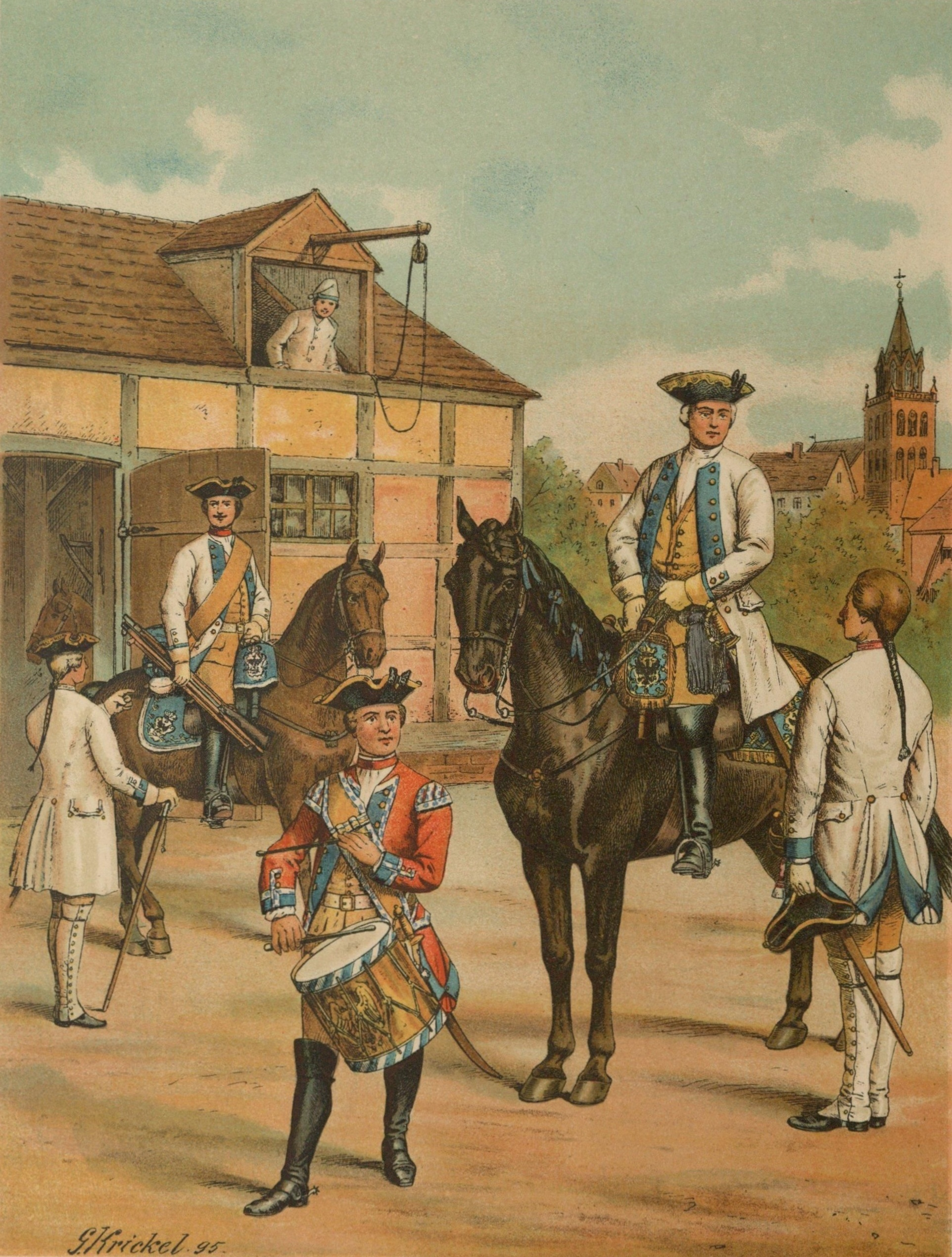
Schulenburg-Dragoner 1717–1732
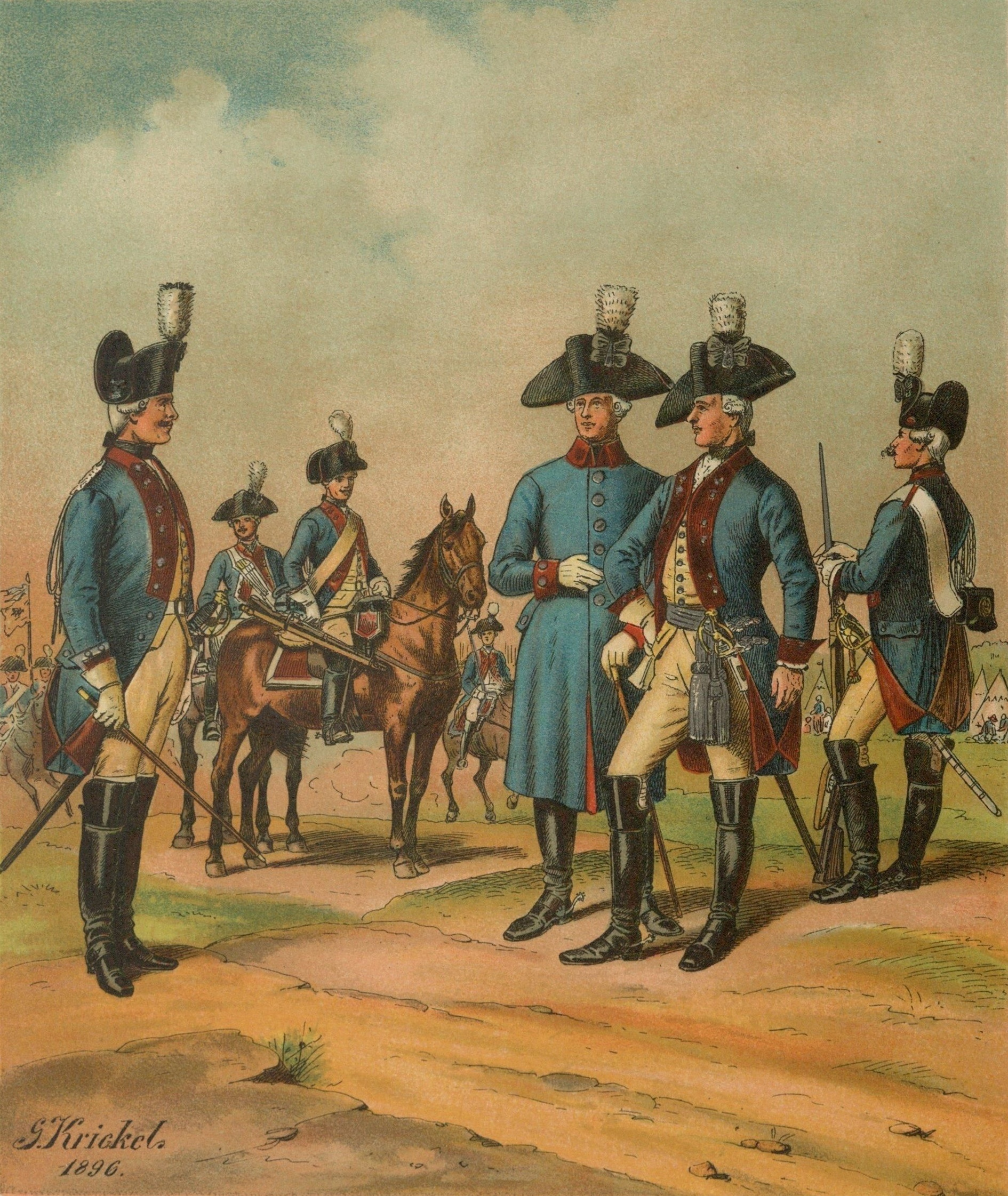
Anspach-Bayreuth-Dragoner 1752–1802
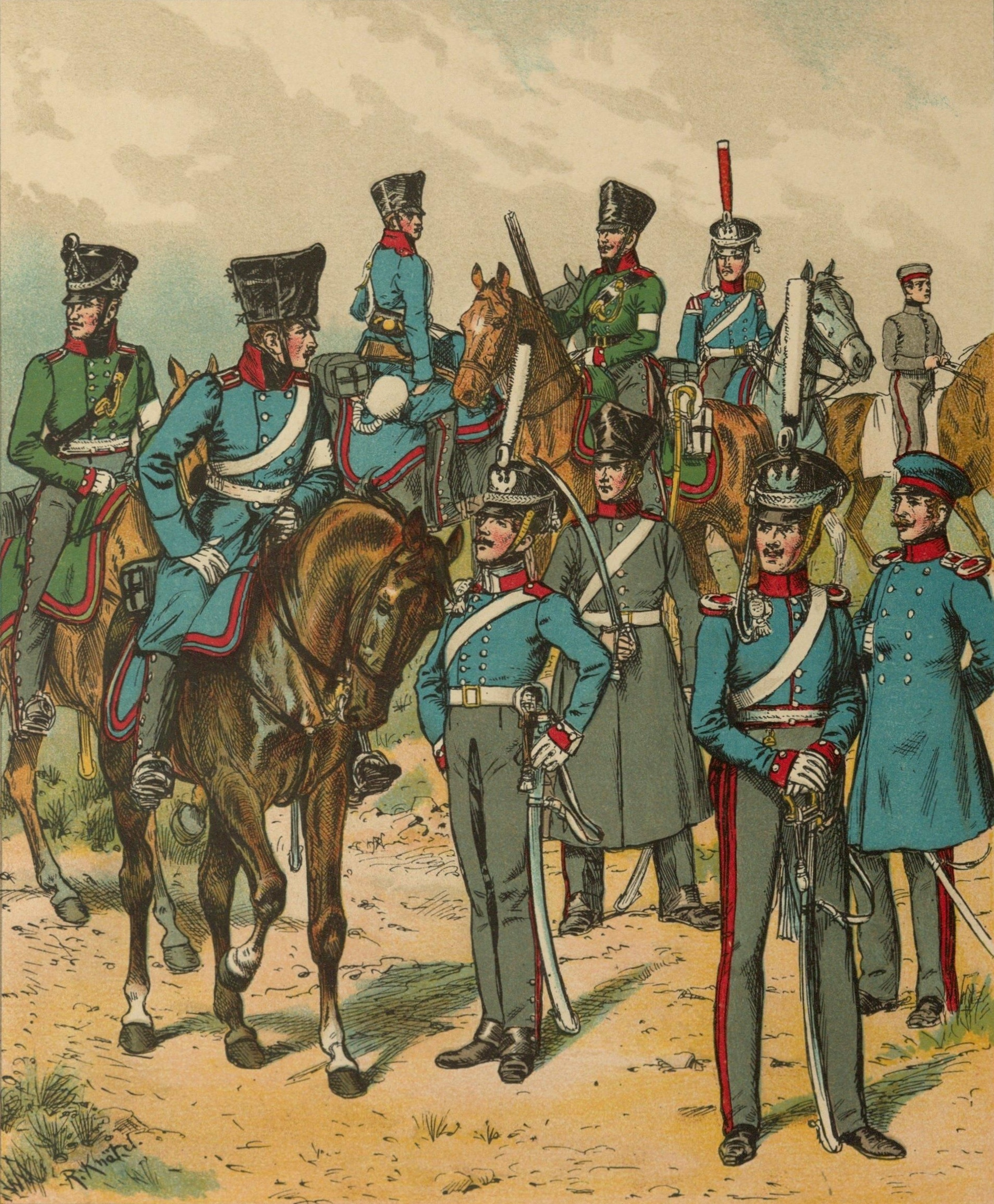
Königin-Dragoner 1813–1819
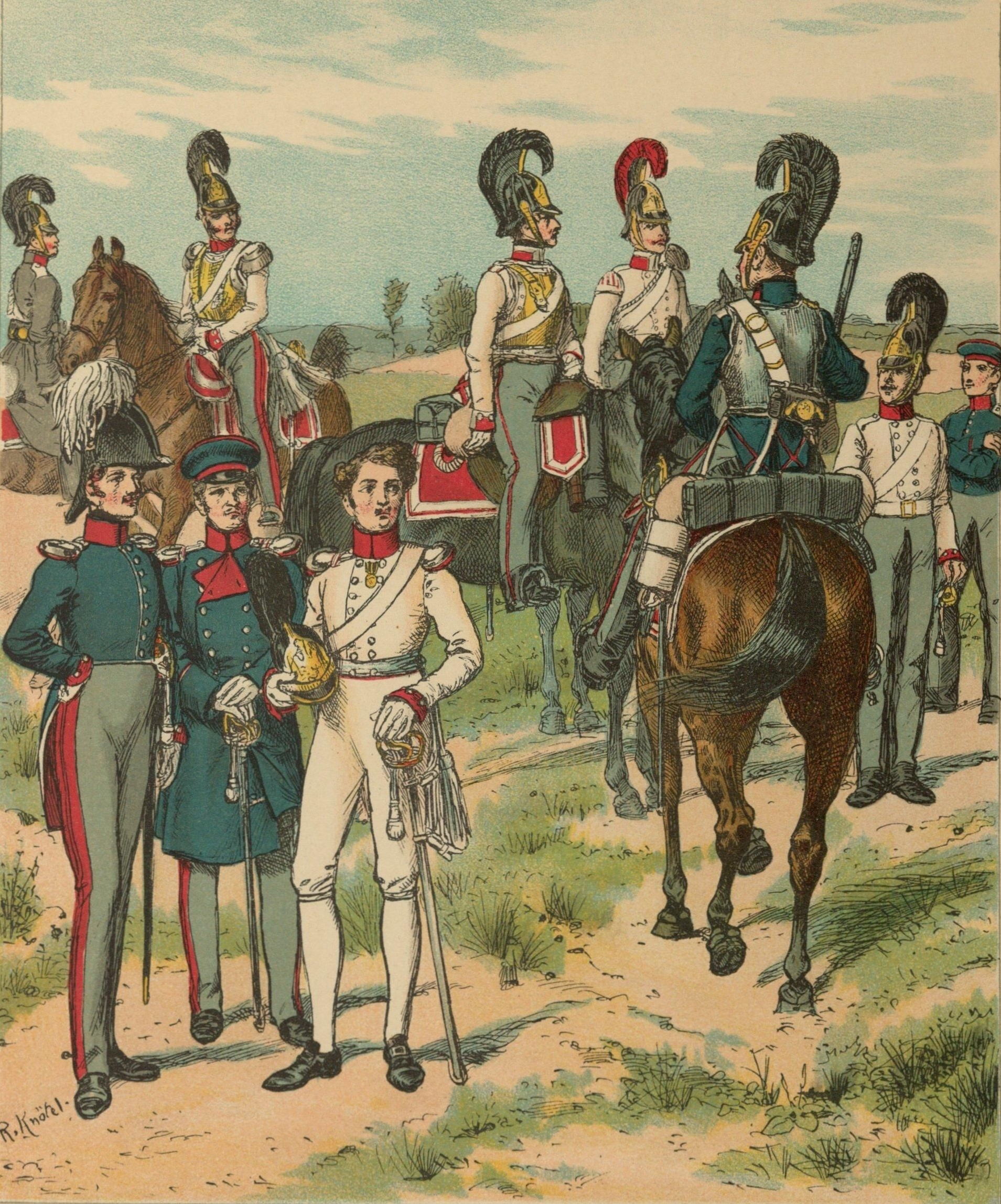
Königin-Kürassiere 1819–1843
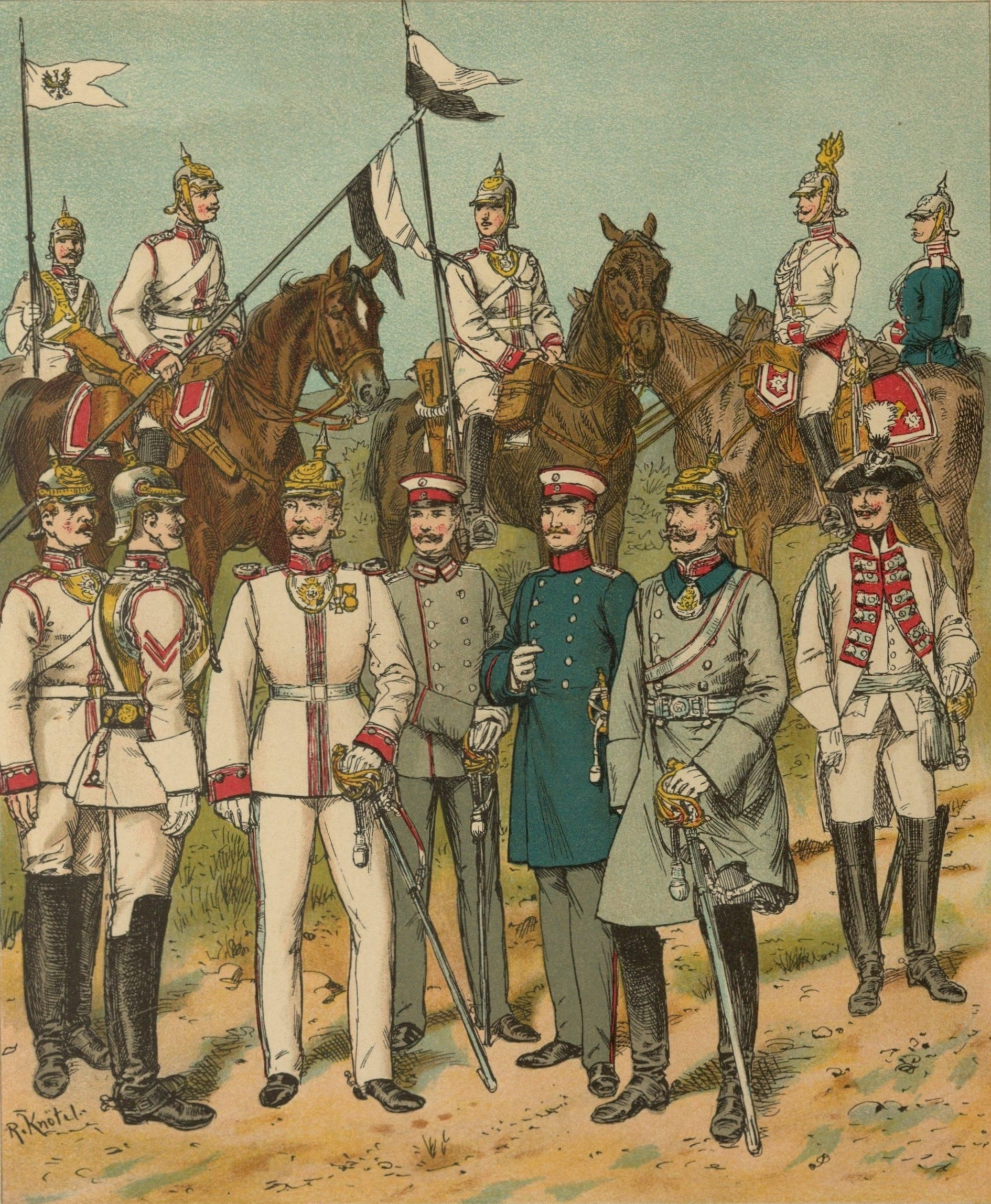
Uniformen um 1888

### Friedensuniform 1914

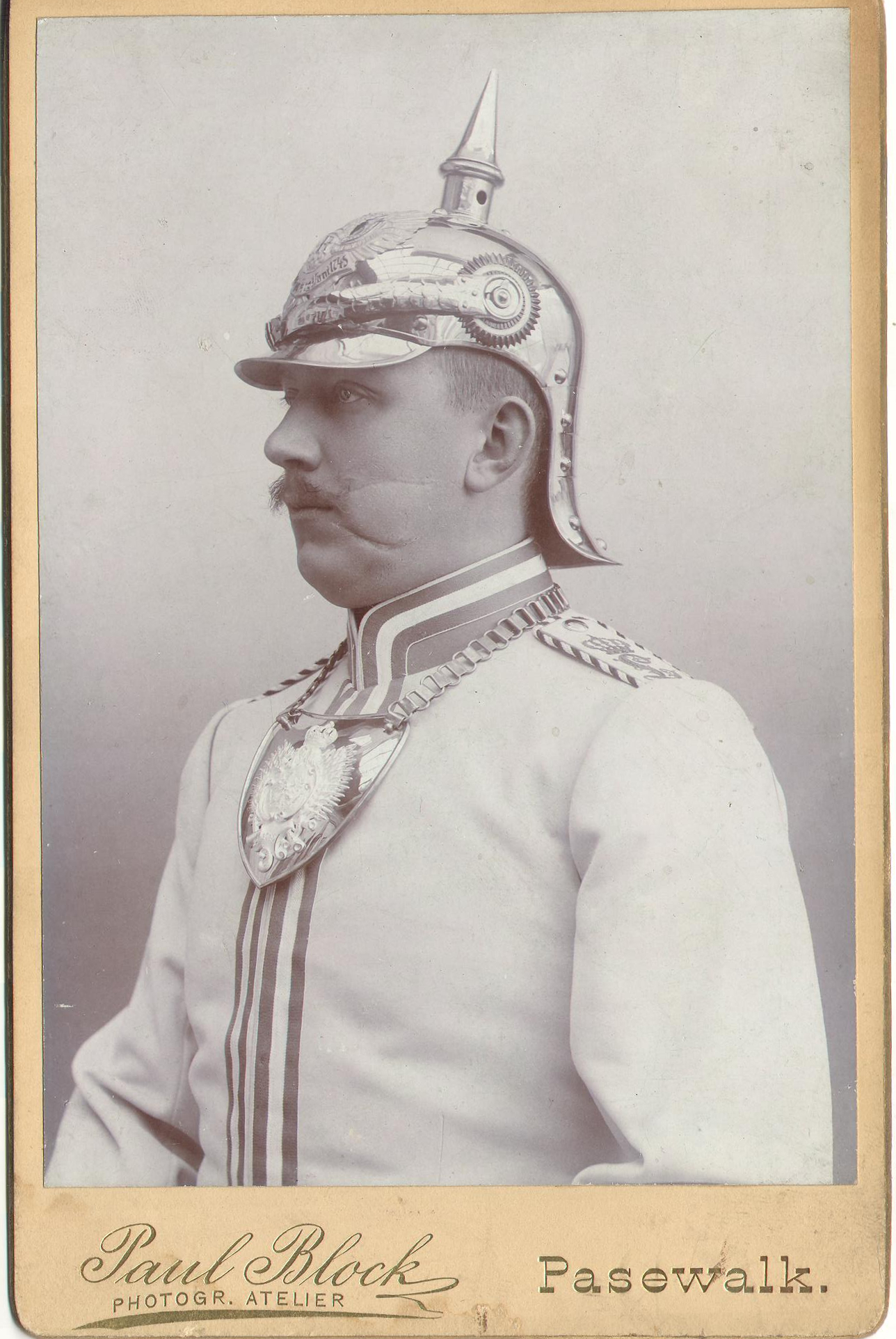
Carte de Visite des Pasewalker Kürrasier „von Stumpfeld“ 1899

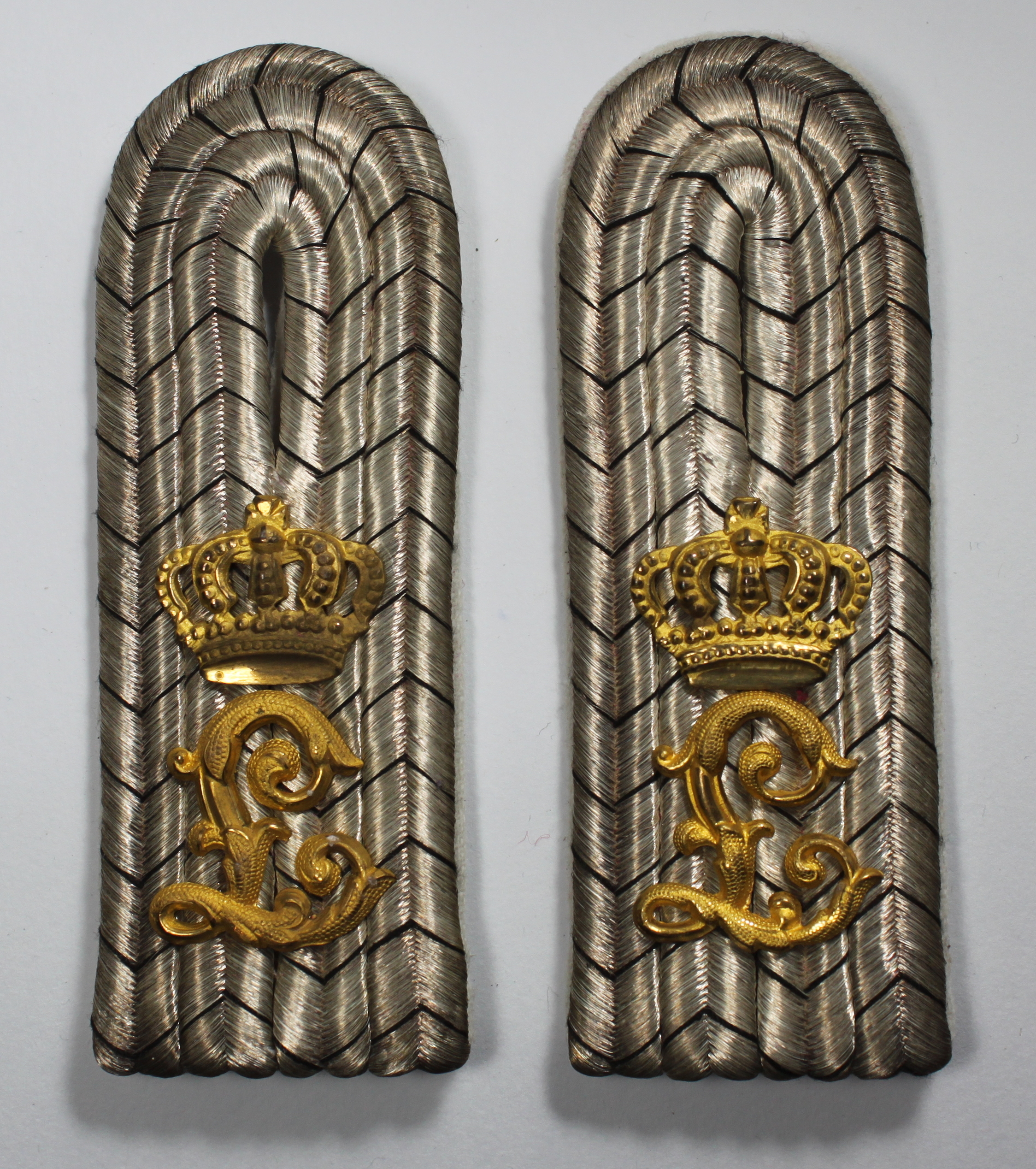
Schulterstück eines Leutnants

- Weißer Koller bzw. dunkelblauer Dienst-Waffenrock, karmesinrote Abzeichenfarbe, schwedische Aufschläge, Ringkragen, silberne Knöpfe Borten und Tressen
- Parade Küraß (Front und Rückenteil)
- Kürassierhelm aus Tombak mit Bandeau „Hohenfriedberg 4. Juni 1745“
- Schulterklappen bzw. Epauletten mit Namenszug „L“ unter Krone
- Besonderheiten: Neben dem Bandeau auf dem Helmadler, hatte das Regiment als Auszeichnung und Erinnerungszeichen an seine herausragenden Erfolge bei Hohenfriedberg auf den Kartuschen zwei flammende messingne Granaten, die ihm von Friedrich II. verliehen worden waren.

Bereits mit A.K.O. vom 14. Februar 1907 befohlen und ab 1909/1910 schrittweise eingeführt, wurde anlässlich des Kaisermanövers 1913 die bunte Uniform erstmals durch die feldgraue Felddienstuniform (M 1910) ersetzt. Diese glich vollkommen der Friedensuniform. Das Lederzeug und die Stiefel waren naturbraun, der Helm wurde durch einen schilffarbig genannten Stoffüberzug bedeckt. Das Bandelier und die Kartusche wurden zu dieser Uniform nicht mehr angelegt.